# Derakht-e Jowz
Derakht-e Jowz (persiska: درخت جوز) är en ort i Iran.   Den ligger i provinsen Khorasan, i den nordöstra delen av landet, 700 km öster om huvudstaden Teheran. Derakht-e Jowz ligger 1 725 meter över havet och antalet invånare är 130.
Terrängen runt Derakht-e Jowz är kuperad västerut, men österut är den bergig.Runt Derakht-e Jowz är det ganska tätbefolkat, med 56 invånare per kvadratkilometer. Närmaste större samhälle är Shūrī-ye Bozorg, 18,6 km sydväst om Derakht-e Jowz. Trakten runt Derakht-e Jowz består i huvudsak av gräsmarker.